# The Rising Tide
The Rising Tide es el último disco de estudio de Sunny Day Real Estate. Fue grabado en el año 2000 por BMG y Time Bomb Recordings en Dreamland Recording Studios, West Hurley, Nueva York. Lou Giordano fue el productor del último trabajo de la banda de Seattle.
The Rising Tide fue también el primer y único álbum de estudio grabado por Sunny Day Real Estate como trío.

## Listado de canciones
| N.º | Canción                  | Duración |
| --- | ------------------------ | -------- |
| 1.  | «Killed by an Angel»     | 4:55     |
| 2.  | «One»                    | 4:09     |
| 3.  | «Rain Song»              | 4:03     |
| 4.  | «Disappear»              | 4:09     |
| 5.  | «Snibe»                  | 4:29     |
| 6.  | «The Ocean»              | 4:50     |
| 7.  | «Fool in the Photograph» | 4:09     |
| 8.  | «Tearing in My Heart»    | 5:07     |
| 9.  | «Television»             | 4:31     |
| 10. | «Faces in Disguise»      | 6:02     |
| 11. | «The Rising Tide»        | 5:37     |

## Posición en las listas

### Álbum
| Año  | Lista         | Posición |
| ---- | ------------- | -------- |
| 2000 | Billboard 200 | 97       |

## Créditos
- Jeremy Enigk - cantante, guitarra, bajo, piano
- Dan Hoerner - guitarra
- William Goldsmith - batería